# Длугач Жанна Михайлівна
Жанна Михайлівна Длугач — українська астрономка, спеціалістка з розсіювання світла поверхнями й атмосферами планет, головна наукова співробітниця Головної астрономічної обсерваторії НАН України, лауреатка Премії НАН України імені Є. П. Федорова.

## Біографія
В 1970 році закінчила механіко-математичний факультет Київського університету за спеціальністю «математика».
Від 1970 року працює в ГАО НАНУ — інженером (1970—1976), молодшим науковим співробітником (1976—1984), старшим науковим співробітником (1984—2014), провідним науковим співробітником (2014—2021), головним науковим співробітником (з 2021).
У 1974—1978 роках навчалась у заочній аспірантурі ГАО, а 1979 року захистила дисертацію кандидата фізико-математичних наук за спеціальністю «астрофізика».
З 1987 року на посаді старшого наукового співробітника за спеціальністю «астрофізика».
2013 року захистила дисертацію доктора фізико-математичних наук за спеціальністю «геліофізика та фізика Сонячної системи». Тема дисертації — «Розсіяння електромагнітного випромінювання об'єктами Сонячної системи: чисельне моделювання та аналіз спостережень».

## Наукові результати
Жанна Длугач займається задачами оптики планетних поверхонь і атмосфер. Вона досліджує перенесення випромінювання в атмосферах планет, розробляє чисельні методи для розв'язання рівняння переносу поляризованого випромінювання в атмосферах планет, займається інтерпретацією спектрофотометричних та спектрополяриметричних спостережень планет, моделює розсіяння світла частинками різної форми і поверхнями безатмосферних тіл Сонячної системи.

## Відзнаки
- 2020 року спільно з Геннадієм Міліневським і Іваном Синявським була нагороджена Премією НАН України імені Є. П. Федорова «за створення системи реєстрації особливостей електромагнітного випромінювання, розсіяного планетами Сонячної системи»[3].